# یکشنبه عفونت
یکشنبه عفونت (انگلیسی: Sunday Uti؛ زادهٔ ۲۳ اکتبر ۱۹۶۲) ورزشکار دو و میدانی، و دونده اهل نیجریه است.